# Jordanië op de Olympische Zomerspelen 2024
Jordanië nam deel aan de Olympische Zomerspelen 2024 in Parijs.

## Medailleoverzicht
| Medaille | Naam        | Sport     | Onderdeel               | Datum           |
| -------- | ----------- | --------- | ----------------------- | --------------- |
| Zilver   | Zaid Kareem | Taekwondo | Lichtgewicht -68 kg (m) | 8 augustus 2024 |

## Aantal Deelnemers
Hieronder volgt een overzicht van de atleten die zich kwalificeerden voor de Olympische Zomerspelen van 2024.
| Sport       | Mannen | Vrouwen | Totaal |
| ----------- | ------ | ------- | ------ |
| Atletiek    | 1      | 0       | 1      |
| Boksen      | 3      | 0       | 3      |
| Gymnastiek  | 1      | 0       | 1      |
| Taekwondo   | 2      | 2       | 4      |
| Tafeltennis | 1      | 0       | 1      |
| Zwemmen     | 1      | 1       | 2      |
| totaal      | 9      | 3       | 12     |

## Deelnemers en resultaten

### Atletiek

#### Loopnummers
Mannen
| atleet             | onderdeel | series | series | kwartfinale | kwartfinale | halve finale | halve finale | finale     | finale |
| atleet             | onderdeel | tijd   | rang   | tijd        | rang        | tijd         | rang         | tijd       | rang   |
| ------------------ | --------- | ------ | ------ | ----------- | ----------- | ------------ | ------------ | ---------- | ------ |
| Mo'ath Alkhawaldeh | marathon  | n.v.t. | n.v.t. | n.v.t.      | n.v.t.      | n.v.t.       | n.v.t.       | 2.20.01 SB | 65     |

### Boksen
Mannen
| atleet          | onderdeel     | eerste ronde         | tweede ronde         | kwartfinale          | halve finale         | finale               | rang           |
| atleet          | onderdeel     | tegenstander uitslag | tegenstander uitslag | tegenstander uitslag | tegenstander uitslag | tegenstander uitslag | rang           |
| --------------- | ------------- | -------------------- | -------------------- | -------------------- | -------------------- | -------------------- | -------------- |
| Obada Al-Kasbeh | lichtgewicht  | Clancy W 3 - 2       | Oumiha V 0 - 5       | niet geplaatst       | niet geplaatst       | niet geplaatst       | niet geplaatst |
| Zeyad Ishaish   | weltergewicht | Shymbergenov W 3 - 2 | Okazawa W 3 - 2      | Richardson V 2 - 3   | niet geplaatst       | niet geplaatst       | niet geplaatst |
| Hussein Ishaish | middelgewicht | bye                  | Veočić V 0 - 5       | niet geplaatst       | niet geplaatst       | niet geplaatst       | niet geplaatst |

### Gymnastiek

#### Turnen
Voor het eerst in de geschiedenis heeft Jordanië één gymnast gekwalificeerd om deel te nemen aan de spelen. Ahmad Abu Al-Soud verzekerde zich van een quotaplaats doordat hij de hoogst in aanmerking komende gymnast werd, die nog niet gekwalificeerd was, via de eindrangschikking van de FIG Artistieke Gymnastiek Wereldbeker 2024 op het paard met bogen.
Mannen
| atleet            | onderdeel | kwalificatie | kwalificatie | kwalificatie | kwalificatie | kwalificatie | kwalificatie | kwalificatie | kwalificatie | finale  | finale         | finale  | finale  | finale  | finale  | finale | finale         |
| atleet            | onderdeel | toestel      | toestel      | toestel      | toestel      | toestel      | toestel      | totaal       | positie      | toestel | toestel        | toestel | toestel | toestel | toestel | totaal | positie        |
| atleet            | onderdeel | vloer        | voltige      | ringen       | sprong       | brug         | rekstok      | totaal       | positie      | vloer   | voltige        | ringen  | sprong  | brug    | rekstok | totaal | positie        |
| ----------------- | --------- | ------------ | ------------ | ------------ | ------------ | ------------ | ------------ | ------------ | ------------ | ------- | -------------- | ------- | ------- | ------- | ------- | ------ | -------------- |
| Ahmad Abu Al-Soud | voltige   | n.v.t.       | 12.466       | n.v.t.       | n.v.t.       | n.v.t.       | n.v.t.       | n.v.t.       | 51           | n.v.t.  | niet geplaatst | n.v.t.  | n.v.t.  | n.v.t.  | n.v.t.  | n.v.t. | niet geplaatst |

### Taekwondo
Mannen
| atleet             | onderdeel | kwalificatie         | eerste ronde         | kwartfinale          | halve finale         | herkansing           | finale / BM          | finale / BM    |
| atleet             | onderdeel | tegenstander uitslag | tegenstander uitslag | tegenstander uitslag | tegenstander uitslag | tegenstander uitslag | tegenstander uitslag | rang           |
| ------------------ | --------- | -------------------- | -------------------- | -------------------- | -------------------- | -------------------- | -------------------- | -------------- |
| Zaid Kareem        | -68 kg    | bye                  | Pontes W 2 - 1       | Reçber W 2 - 0       | Sinden W 2 - 1       | bye                  | Rashitov V 0 - 2     | Zilver         |
| Saleh Al-Sharabaty | -80 kg    | bye                  | Marques V 0 - 2      | niet geplaatst       | niet geplaatst       | niet geplaatst       | niet geplaatst       | niet geplaatst |

Vrouwen
| atleet           | onderdeel | kwalificatie         | eerste ronde         | kwartfinale          | halve finale         | herkansing           | finale / BM          | finale / BM    |
| atleet           | onderdeel | tegenstander uitslag | tegenstander uitslag | tegenstander uitslag | tegenstander uitslag | tegenstander uitslag | tegenstander uitslag | rang           |
| ---------------- | --------- | -------------------- | -------------------- | -------------------- | -------------------- | -------------------- | -------------------- | -------------- |
| Julyana Al-Sadeq | -67 kg    | bye                  | Nav Naitasi W 2 - 0  | Song J V 1 - 2       | niet geplaatst       | niet geplaatst       | niet geplaatst       | niet geplaatst |
| Rama Abu Al-Rub  | +67 kg    | bye                  | Aboufaras W 2 - 1    | Kuş V 1 - 2          | niet geplaatst       | niet geplaatst       | niet geplaatst       | niet geplaatst |

### Tafeltennis
Mannen
| atleet         | onderdeel | voorronde            | eerste ronde         | tweede ronde         | derde ronde          | kwartfinale          | halve finale         | finale / BM          | finale / BM    |
| atleet         | onderdeel | tegenstander uitslag | tegenstander uitslag | tegenstander uitslag | tegenstander uitslag | tegenstander uitslag | tegenstander uitslag | tegenstander uitslag | rang           |
| -------------- | --------- | -------------------- | -------------------- | -------------------- | -------------------- | -------------------- | -------------------- | -------------------- | -------------- |
| Zaid Abo-Yaman | enkelspel | Desai V 0 - 4        | niet geplaatst       | niet geplaatst       | niet geplaatst       | niet geplaatst       | niet geplaatst       | niet geplaatst       | niet geplaatst |

### Zwemmen
Mannen
| atleet      | onderdeel        | series  | series | halve finale   | halve finale   | finale         | finale         |
| atleet      | onderdeel        | tijd    | rang   | tijd           | rang           | tijd           | rang           |
| ----------- | ---------------- | ------- | ------ | -------------- | -------------- | -------------- | -------------- |
| Amro Al-Wir | 200 m schoolslag | 2.15,78 | 23     | niet geplaatst | niet geplaatst | niet geplaatst | niet geplaatst |

Vrouwen
| atlete         | onderdeel        | series  | series | halve finale | halve finale | finale         | finale         |
| atlete         | onderdeel        | tijd    | rang   | tijd         | rang         | tijd           | rang           |
| -------------- | ---------------- | ------- | ------ | ------------ | ------------ | -------------- | -------------- |
| Karin Belbeisi | 400 m vrije slag | 4.37,30 | 21     | n.v.t.       | n.v.t.       | niet geplaatst | niet geplaatst |